# Grammy Award voor Best New Artist
De Grammy Award voor Best New Artist (of Beste Nieuwe Artiest) is een prijs die jaarlijks wordt uitgereikt tijdens de Grammy Awards. Hij is bedoeld voor artiesten die in het jaar daarvoor bekend zijn geworden. Deze Grammy wordt gerekend tot de vier belangrijkste categorieën van de jaarlijkse ceremonie, samen met Record of the Year, Album of the Year en Song of the Year.
In juni 2018 werd bekendgemaakt dat met ingang van 2019 het aantal genomineerden in deze vier categorieën wordt uitgebreid van vijf naar acht.

## Voorwaarden
Om in aanmerking te komen voor een Best New Artist Grammy moet een artiest aan nogal wat eisen voldoen. De meest voor de hand liggende eis - een artiest moet een echte nieuwkomer zijn - is gecompliceerder dan men op het eerste gezicht zou kunnen denken. De term 'nieuwkomer' wordt door de Recording Academy - die de Grammy's toekent - nogal ruim genomen.
Om in aanmerking te komen voor een Best New Artist Grammy moet een artiest of groep aan de volgende voorwaarden voldoen:
- Het moet een artiest of groep zijn die in het jaar voorafgaand aan de uitreiking een opname heeft uitgebracht die deze artiest muzikaal gezien 'op de kaart heeft gezet', bijvoorbeeld (maar niet uitsluitend) in de vorm van meetbare verkoopcijfers of hitparadesucces.
- De artiest of groep mag niet al eens eerder genomineerd (en/of onderscheiden met een Grammy) geweest zijn als uitvoerende artiest.
- Wanneer de artiest of groep al weleens is genomineerd geweest, maar niet als uitvoerende artiest maar bijvoorbeeld als componist, technicus of in een andere niet-uitvoerende rol, komt deze wél voor een nominatie in aanmerking.
- Als de artiest of groep al eens eerder genomineerd is geweest dankzij een gastoptreden bij een andere artiest of groep, komt hij toch in aanmerking voor een nominatie. Onder een gastoptreden wordt onder meer verstaan een optreden als featured artist, of als de artiest of groep wordt vermeld op een genomineerd verzamelalbum of soundtrack. In beide gevallen kan de artiest of groep later alsnog in aanmerking komen voor een Best New Artist-nominatie.
- Als de artiest of groep al eens is genomineerd maar toen nog geen volledig album had uitgebracht, kan deze in aanmerking komen voor een nominatie (mits de artiest of groep in het jaar voorafgaand aan de uitreiking inmiddels wél een volledig album heeft uitgebracht).

(Bij twijfel is er vanaf de 63e Grammy Awards een speciaal comité in het leven geroepen om een definitief oordeel te vellen).
Een recent voorbeeld is dat van Ed Sheeran, die in 2014 genomineerd was in de Best New Artist categorie. In 2013 was hij echter al genomineerd in de Song of the Year categorie. Omdat hij toen genomineerd was als componist, en niet als uitvoerend artiest, kwam hij in 2014 toch in aanmerking voor een Best New Artist-nominatie (die vervolgens werd verzilverd). 
Bovenstaande regels bestaan in deze vorm sinds 2010, omdat het met enige regelmaat voorkwam dat artiesten buiten de boot vielen. Jennifer Hudson kon in 2009 bijvoorbeeld niet genomineerd worden in de Best New Artist categorie omdat ze een jaar eerder te horen was geweest op het genomineerde soundtrackalbum van de film Dreamgirls. In 2010 kon Lady Gaga - die in 2009 op grote schaal was doorgebroken - niet genomineerd worden voor Best New Artist, omdat ze in het jaar daarvoor al genomineerd was geweest in de Best Remixed Recording-categorie. Door deze voorvallen versoepelde de Recording Academy de regels zoals hierboven beschreven. Nu zouden Hudson en Lady Gaga wél genomineerd kunnen worden: Hudson was immers genomineerd geweest als onderdeel van een groep artiesten op een soundtrackalbum (en niet als enige, zelfstandige artiest), en Lady Gaga had ondanks haar ene nominatie nog geen volledig album uitgebracht.

## 'Vloek'?
In de loop der jaren heeft een aantal artiesten of groepen de belofte die het winnen van de Best New Artist categorie met zich meebrengt, niet kunnen inlossen. Sommigen bleken zelfs echte eendagsvliegen te zijn en verdwenen vrijwel meteen weer in de anonimiteit. Daardoor wordt er weleens gesproken over "de vloek van de Best New Artist Grammy", alsof een artiest gedoemd zou zijn te mislukken zodra hij/zij deze Grammy Award wint.
Uit de cijfers blijkt dat het wel meevalt: Sinds 1980 zijn er twee artiesten geweest die ná hun winst nooit meer in de Amerikaanse Hot 100 van Billboard hebben gestaan. Dat waren Shelby Lynne (2001) en Esperanza Spalding (2011). Zij hadden ook vòòr hun winst nooit in de Hot 100 gestaan.

## Winnaars en genomineerden

### Jaren '60
| Jaar | Winnaar                | Genomineerden                                                                                         |
| ---- | ---------------------- | --- |
| 1960 | Bobby Darin            | - Edd Byrnes - Mark Murphy - Johnny Restivo - Mavis Rivers                                            |
| 1961 | Bob Newhart            | - The Brothers Four - Miriam Makeba - Leontyne Price - Joanie Sommers                                 |
| 1962 | Peter Nero             | - Ann-Margret - Dick Gregory - The Lettermen - Timi Yuro                                              |
| 1963 | Robert Goulet          | - The Four Seasons - Vaughn Meader - The New Christy Minstrels - Peter, Paul and Mary - Allan Sherman |
| 1964 | The Swingle Singers    | - Vikki Carr - John Gary - The J's with Jamie - Trini Lopez                                           |
| 1965 | The Beatles            | - Petula Clark - Astrud Gilberto - Antonio Carlos Jobim - Morgana King                                |
| 1966 | Tom Jones              | - The Byrds - Herman's Hermits - Horst Jankowski - Marilyn Maye - Sonny & Cher - Glenn Yarbrough      |
| 1967 | Geen Grammy uitgereikt | Geen Grammy uitgereikt                                                                                |
| 1968 | Bobbie Gentry          | - Lana Cantrell - The 5th Dimension - Harpers Bizarre - Jefferson Airplane                            |
| 1969 | José Feliciano         | - Cream - Gary Puckett & The Union Gap - Jeannie C. Riley - O. C. Smith                               |

### Jaren '70
| Jaar | Winnaar               | Genomineerden                                                                        |
| ---- | --------------------- | ------------------------------------------------------------------------------------ |
| 1970 | Crosby, Stills & Nash | - Chicago - Led Zeppelin - The Neon Philharmonic - Oliver                            |
| 1971 | The Carpenters        | - Elton John - Melba Moore - Anne Murray - The Partridge Family                      |
| 1972 | Carly Simon           | - Chase - Emerson, Lake & Palmer - Hamilton, Joe Frank & Reynolds - Bill Withers     |
| 1973 | America               | - Harry Chapin - The Eagles - Loggins & Messina - John Prine                         |
| 1974 | Bette Midler          | - Eumir Deodato - Maureen McGovern - Marie Osmond - Barry White                      |
| 1975 | Marvin Hamlisch       | - Bad Company - Johnny Bristol - David Essex - Graham Central Station - Phoebe Snow  |
| 1976 | Natalie Cole          | - Morris Albert - Amazing Rhythm Aces - Brecker Brothers - KC & the Sunshine Band    |
| 1977 | Starland Vocal Band   | - Boston - Dr. Buzzard's Original Savannah Band - The Brothers Johnson - Wild Cherry |
| 1978 | Debby Boone           | - Stephen Bishop - Shaun Cassidy - Foreigner - Andy Gibb                             |
| 1979 | A Taste of Honey      | - The Cars - Elvis Costello - Chris Rea - Toto                                       |

### Jaren '80
| Jaar | Winnaar                     | Genomineerden                                                             |
| ---- | --------------------------- | ------------------------------------------------------------------------- |
| 1980 | Rickie Lee Jones            | - The Blues Brothers - Dire Straits - The Knack - Robin Williams          |
| 1981 | Christopher Cross           | - Irene Cara - Robbie Dupree - Amy Holland - The Pretenders               |
| 1982 | Sheena Easton               | - Adam and the Ants - The Go-Go's - James Ingram - Luther Vandross        |
| 1983 | Men at Work                 | - Asia - Jennifer Holliday - The Human League - Stray Cats                |
| 1984 | Culture Club                | - Big Country - Eurythmics - Men Without Hats - Musical Youth             |
| 1985 | Cyndi Lauper                | - Sheila E. - Frankie Goes to Hollywood - Corey Hart - The Judds          |
| 1986 | Sade                        | - a-ha - Freddie Jackson - Katrina and the Waves - Julian Lennon          |
| 1987 | Bruce Hornsby and the Range | - Glass Tiger - Nu Shooz - Simply Red - Timbuk3                           |
| 1988 | Jody Watley                 | - Breakfast Club - Cutting Crew - Terence Trent D'Arby - Swing Out Sister |
| 1989 | Tracy Chapman               | - Rick Astley - Toni Childs - Take 6 - Vanessa L. Williams                |

### Jaren '90
| Jaar | Winnaar               | Genomineerden                                                                         |
| ---- | --------------------- | ------------------------------------------------------------------------------------- |
| 1990 | Ingetrokken           | - Neneh Cherry - Indigo Girls - Soul II Soul - Tone Lōc - Milli Vanilli (Ingetrokken) |
| 1991 | Mariah Carey          | - The Black Crowes - The Kentucky Headhunters - Wilson Phillips - Lisa Stansfield     |
| 1992 | Marc Cohn             | - Boyz II Men - C&C Music Factory - Color Me Badd - Seal                              |
| 1993 | Arrested Development  | - Billy Ray Cyrus - Sophie B. Hawkins - Kris Kross - Jon Secada                       |
| 1994 | Toni Braxton          | - Belly - Blind Melon - Digable Planets - SWV                                         |
| 1995 | Sheryl Crow           | - Ace of Base - Counting Crows - Crash Test Dummies - Green Day                       |
| 1996 | Hootie & the Blowfish | - Brandy - Alanis Morissette - Joan Osborne - Shania Twain                            |
| 1997 | LeAnn Rimes           | - Garbage - Jewel - No Doubt - The Tony Rich Project                                  |
| 1998 | Paula Cole            | - Fiona Apple - Erykah Badu - Puff Daddy - Hanson                                     |
| 1999 | Lauryn Hill           | - Backstreet Boys - Andrea Bocelli - Dixie Chicks - Natalie Imbruglia                 |

### Jaren '00
| Jaar | Winnaar            | Genomineerden                                                  |
| ---- | ------------------ | -------------------------------------------------------------- |
| 2000 | Christina Aguilera | - Macy Gray - Kid Rock - Britney Spears - Susan Tedeschi       |
| 2001 | Shelby Lynne       | - Brad Paisley - Papa Roach - Jill Scott - Sisqó               |
| 2002 | Alicia Keys        | - India.Arie - Nelly Furtado - David Gray - Linkin Park        |
| 2003 | Norah Jones        | - Ashanti - Michelle Branch - Avril Lavigne - John Mayer       |
| 2004 | Evanescence        | - 50 Cent - Fountains of Wayne - Heather Headley - Sean Paul   |
| 2005 | Maroon 5           | - Los Lonely Boys - Joss Stone - Kanye West - Gretchen Wilson  |
| 2006 | John Legend        | - Ciara - Fall Out Boy - Keane - Sugarland                     |
| 2007 | Carrie Underwood   | - James Blunt - Chris Brown - Imogen Heap - Corinne Bailey Rae |
| 2008 | Amy Winehouse      | - Feist - Ledisi - Paramore - Taylor Swift                     |
| 2009 | Adele              | - Duffy - Jonas Brothers - Lady Antebellum - Jazmine Sullivan  |

### Jaren '10
| Jaar | Winnaar                 | Genomineerden                                                                                    |
| ---- | ----------------------- | ------------------------------------------------------------------------------------------------ |
| 2010 | Zac Brown Band          | - Keri Hilson - MGMT - Silversun Pickups - The Ting Tings                                        |
| 2011 | Esperanza Spalding      | - Drake - Florence and the Machine - Justin Bieber - Mumford & Sons                              |
| 2012 | Bon Iver                | - The Band Perry - J. Cole - Nicki Minaj - Skrillex                                              |
| 2013 | fun.                    | - Alabama Shakes - Hunter Hayes - The Lumineers - Frank Ocean                                    |
| 2014 | Macklemore & Ryan Lewis | - James Blake - Kendrick Lamar - Kacey Musgraves - Ed Sheeran                                    |
| 2015 | Sam Smith               | - Iggy Azalea - Bastille - Brandy Clark - Haim                                                   |
| 2016 | Meghan Trainor          | - Courtney Barnett - James Bay - Sam Hunt - Tori Kelly                                           |
| 2017 | Chance the Rapper       | - Kelsea Ballerini - The Chainsmokers - Maren Morris - Anderson Paak                             |
| 2018 | Alessia Cara            | - Khalid - Lil Uzi Vert - Julia Michaels - SZA                                                   |
| 2019 | Dua Lipa                | - Chloe x Halle - Luke Combs - Greta Van Fleet - H.E.R. - Margo Price - Bebe Rexha - Jorja Smith |

### Jaren '20
| Jaar | Winnaar             | Genomineerden |
| ---- | ------------------- | --- |
| 2020 | Billie Eilish       | - Black Pumas - Lil Nas X - Lizzo - Maggie Rogers - Rosalía - Tank and the Bangas - Yola                                                  |
| 2021 | Megan Thee Stallion | - Ingrid Andress - Phoebe Bridgers - Chika - Noah Cyrus - D Smoke - Doja Cat - Kaytranada                                                 |
| 2022 | Olivia Rodrigo      | - Arooj Aftab - Jimmie Allen - Baby Keem - Finneas O'Connell - Glass Animals - Japanese Breakfast - The Kid Laroi - Arlo Parks - Saweetie |
| 2023 | Samara Joy          | - Anitta - Omar Apollo - Domi & JD Beck - Muni Long - Latto - Måneskin - Tobe Nwigwe - Molly Tuttle - Wet Leg                             |
| 2024 | Victoria Monét      | - Gracie Abrams - Fred Again - Ice Spice - Jelly Roll - Coco Jones - Noah Kahan - The War and Treaty                                      |
| 2025 | Chappell Roan       | - Sabrina Carpenter - Benson Boone - Shaboozey - RAYE - Khruangbin - Teddy Swims - Doechii                                                |

In 1990 werd de Grammy voor Best New Artist uitgereikt aan Milli Vanilli, maar nadat bekend werd dat zij niet zelf op hun platen hadden gezongen, moesten de twee leden van het duo hun Grammy weer inleveren. Er werd geen vervangende winnaar aangewezen. Het is de enige keer in de Grammy-geschiedenis dat een al gewonnen prijs werd ingetrokken.
Waarom er in 1967 geen Best New Artist Grammy werd uitgereikt, is onbekend.